# Plymax
Plymax est un matériau composite. Il se compose d'une fine feuille de métal, comme l'aluminium, le cuivre ou le duralumin, qui est collée à une feuille de contreplaqué plus épaisse, ce qui lui confère résistance et rigidité pour un poids relativement faible.
Plymax a été introduit dans les années 1920, se répandant rapidement dans toute l'Europe et le monde dans les années 1930. Le matériau a été largement utilisé dans l'industrie aéronautique ; divers avions militaires tout au long des années 1930 et 1940 ont utilisé ce matériau. Plymax a également été adopté par l'industrie automobile, utilisé sur les carrosseries de plusieurs voitures, telles que la Triumph Super 9 de 1931 et la carrosserie articulée du Trojan Tasker. Il a également été utilisé dans l'industrie de la construction pour divers gros appareils, généralement des cloisons et des portes, ainsi que par des fabricants de meubles pour divers articles d'ameublement.

## Histoire
Plymax est apparu pour la première fois au début des années 1920, l'une des premières compositions était un contreplaqué recouvert de cuivre, fabriqué par Luterma en Estonie. Le terme « Plymax » était une marque déposée de Venesta (fondée à Londres en 1898, Venesta a été la première importatrice britannique de contreplaqué), qui a introduit le matériau sur le marché britannique. Au cours des années 1930, le matériau était largement utilisé dans les secteurs de l'architecture et de la construction, où des éléments tels que des cloisons, des portes, des bureaux à cloisons, des comptoirs et des stalles étaient construits et installés dans de grands bâtiments tels que des écoles, des hôpitaux, des bureaux et des usines, .
Selon Venesta, les métaux typiques utilisés dans Plymax sont l'acier et l'aluminium ; cependant, les alternatives ont inclus le cuivre, le bronze, l'acier inoxydable et d'autres. Les principales qualités du matériau sont sa rigidité et son poids relativement léger. En soi, chaque tôle manque de rigidité, lorsqu'elle est associée au contreplaqué pour devenir un composite, elle devient beaucoup plus rigide, étant similaire en principe à celle d'une poutre en acier en ce que l'âme verticale contribue peu à la résistance globale par rapport aux ailes ou semelles fixées en haut et en bas, mais joue un rôle critique dans la rigidité.
En raison de son rapport résistance/poids élevé, le matériau a attiré l'attention de divers avionneurs. Un exemple notable de son utilisation était sur le Morane-Saulnier MS406, un avion de chasse de la Seconde Guerre mondiale qui a été largement utilisé par l'armée de l'air française,. Divers avions adopteraient le matériau pour certaines parties de leur conception; dans un cas, le plancher intérieur du Handley Page Halifax était composé de Plymax.
Le Plymax aurait été autrefois un matériau populaire pour les meubles, bien que son utilisation ait quelque peu diminué à la suite de l'arrivée de nouveaux types de bois transformés. Au cours des années 1990, la société malaisienne Plymax Veneer a été créée pour fournir des services de laminage de placage aux fabricants de meubles locaux,.